# The Darkness (film)
The Darkness è un film horror del 2016 diretto da Greg McLean e scritto dallo stesso McLean, Shayne Armstrong e S.P. Krause.

## Trama
La famiglia Taylor, composta da Peter, Bronny e dai loro figli Michael e Stephanie, sta trascorrendo una gita nel bel mezzo del Grand Canyon, in compagnia dei loro amici, la famiglia Carter.
Stephanie si allontana dal gruppo insieme al suo fidanzato Andrew, il figlio dei Carter, e a suo fratello Michael, detto "Mikey", affetto da autismo, e salgono su un rilievo del posto. La coppia decide di proseguire ulteriormente, ma Mikey non vuole, e a questo punto gli viene intimato dalla sorella di non muoversi di lì e di aspettarli. Ma il ragazzino, nel tentativo di raccogliere l'orologio appena regalatogli da Andrew cadutogli a terra, saltando giù sprofonda nel sottosuolo, facendo un volo di qualche metro. Ciò lo conduce in un luogo oscuro, simile a una grotta, dove sono rappresentate le immagini di 5 strane figure e dove sono posate a terra 5 pietre con le relative immagini sovraimpresse. Spinto dalla curiosità, le raccoglie e le mette nel suo zaino, portandole a casa.
Una volta tornati nella loro abitazione, i Taylor riprendono la loro vita di tutti i giorni, ma da subito si intuisce che c'è qualcosa che non va. In particolare Bronny, alla mattina appena sveglia, nota una fastidiosa puzza in cucina, oltre al rubinetto del lavandino che scorre senza motivo. Di quest'ultimo episodio ne dà subito la colpa a Mikey, ma lui le risponde che in realtà non è stato lui, ma Jenny, la sua amica immaginaria che si troverebbe nel muro della sua stanzetta.
Attribuendo questa risposta alla sindrome che affligge Mikey, Bronny non ci fa caso più di tanto, ma col passare dei giorni altri strani episodi si verificano nell'abitazione: misteriose ombre sui muri, orme nere di mani sulla coperta del letto di Stephanie, televisore che si accende da solo, porta del garage che si aziona da sola, coperte che si alzano senza che ci sia nessuno sotto, il cane del vicino che abbaia in continuazione senza motivo, e via discorrendo, tutto a dire di Mikey opera della sua amica Jenny. La famiglia è preoccupata dal comportamento del bimbo, che diventa sempre più strano giorno dopo giorno, fino ad arrivare al punto di incendiare il muro della sua stanzetta con i fiammiferi.
Ciò si ripercuote inevitabilmente sulla serenità della famiglia, che inizia a spaccarsi e a litigare in continuazione. Peter ha delle ripercussioni anche sul suo brillante lavoro, e viene accusato dalla moglie di non accorgersi di quello che gli succede attorno, arrivando a confessargli che secondo lei oltre a loro c'è qualcos'altro in casa. Bronny incomincia a documentarsi su internet a proposito dei fenomeni paranormali, e si imbatte nella storia degli Anasazi, un antico popolo nativo del Nord America i quali spiriti maligni una volta liberati porterebbero l'oscurità nella vita delle persone responsabili di tale gesto; l'unico modo per annullare la maledizione, è di rimettere le 5 pietre esattamente nel luogo dove sono state trovate da colui che le ha sottratte, definito "colui che non ha paura". Peter, inizialmente scettico, su spinta della moglie si documenta anche lui, e scopre che questi spiriti avrebbero una grande influenza soprattutto sui bambini autistici, usandoli come tramite e comunicando con loro.
Durante una cena con il capo di Peter e sua moglie, Simon e Wendy Richards, i coniugi Taylor lasciano trapelare i loro recenti problemi. Simon non rimane indifferente alle loro parole, e qualche giorno dopo confessa a Peter che anche lui e Wendy in passato hanno dovuto affrontare un momento molto difficile con loro figlio, e che nonostante il loro scetticismo, si dovettero affidare nelle mani di una guaritrice, con risultati molto positivi, e che se quindi avessero avuto bisogno, di dire a Bronny di mettersi in contatto con Wendy per darle il numero della guaritrice.
Visto il precipitare della situazione giorno dopo giorno (con il cane del vicino che attacca Stephanie nel suo letto ferendola ad un braccio in piena notte, e un serpente sul tavolo della mamma di Bronny mentre c'era Mikey a casa sua) Peter e sua moglie decidono di affidarsi alla guaritrice. Si presenta a casa loro un'anziana signora che parla solo spagnolo, Teresa Morales, accompagnata dalla giovane nipote Gloria Ortega, che le fa da traduttrice. Quando Teresa su precisa domanda si sente rispondere che ultimamente la famiglia è stata nel Grand Canyon, capisce subito la situazione e dice loro che quello è un luogo molto proficuo per questi spiriti, che inconsapevolmente sono stati risvegliati e portati fra le loro mura. Le due donne cominciano al più presto la procedura per liberare la casa dalle oscure presenze, equipaggiate dai relativi strumenti, ma il compito si rivela molto arduo, vista la loro potenza; verranno anche ferite durante i loro tentativi.
Intanto Peter si accorge della mancanza di Mikey; andando nella sua cameretta, vede un'enorme voragine proprio nel punto dove il bimbo aveva incendiato il muro: esso è il portale che collega gli spiriti al mondo reale. Infatti il ragazzino si vede girato di spalle, mentre viene portato via da 5 figure misteriose, che si rivelano essere i 5 demoni, nelle sembianze di Corvo, Lupo, Serpente, Bisonte e Coyote. Peter disperato propone loro uno scambio, di prendere lui al posto di Mikey, ed entra nel portale. Essi accettano, ma mentre portano via Peter, Mikey recupera le 5 pietre e le posiziona nel punto esatto dove le aveva trovate, urlando la frase: "Io sono colui che non ha paura!". Come per incanto, a uno a uno i 5 demoni vengono distrutti, così che Peter è salvo, e può uscire dal portale insieme al figlio giusto un attimo prima che esso si chiuda.
Passata questa brutta esperienza e libera dalla maledizione, la famiglia Taylor può finalmente ritornare alla vita serena di prima.